# USS LST-552
O USS LST-552 foi um navio de guerra norte-americano da classe LST que operou durante a Segunda Guerra Mundial.